# Handley Page Type O
El Handley Page Type O fue un bombardero biplano usado por el Reino Unido durante la Primera Guerra Mundial. Cuando fue fabricado, el Type O era el mayor avión que había sido construido en el Reino Unido y uno de las más grandes del mundo. Hubo dos variantes principales, el Handley Page O/100 (HP.11) y el Handley Page O/400 (HP.12).
Los aviones fueron usados en Francia en ataques nocturnos tácticos sobre blancos en la Francia y Bélgica ocupadas por los alemanes y en bombardeos estratégicos sobre blancos industriales y de transporte en Renania. Algunos aviones fueron desviados temporalmente a realizar bombardeos y reconocimientos antisubmarinos en el estuario del río Tees en 1917, y dos aviones operaron en el Mediterráneo Oriental. El Type O causó tal impresión que, durante muchos años después de la guerra, cualquier avión grande en el Reino Unido era referido como "Handley Page", incluida una entrada de diccionario.

## Diseño

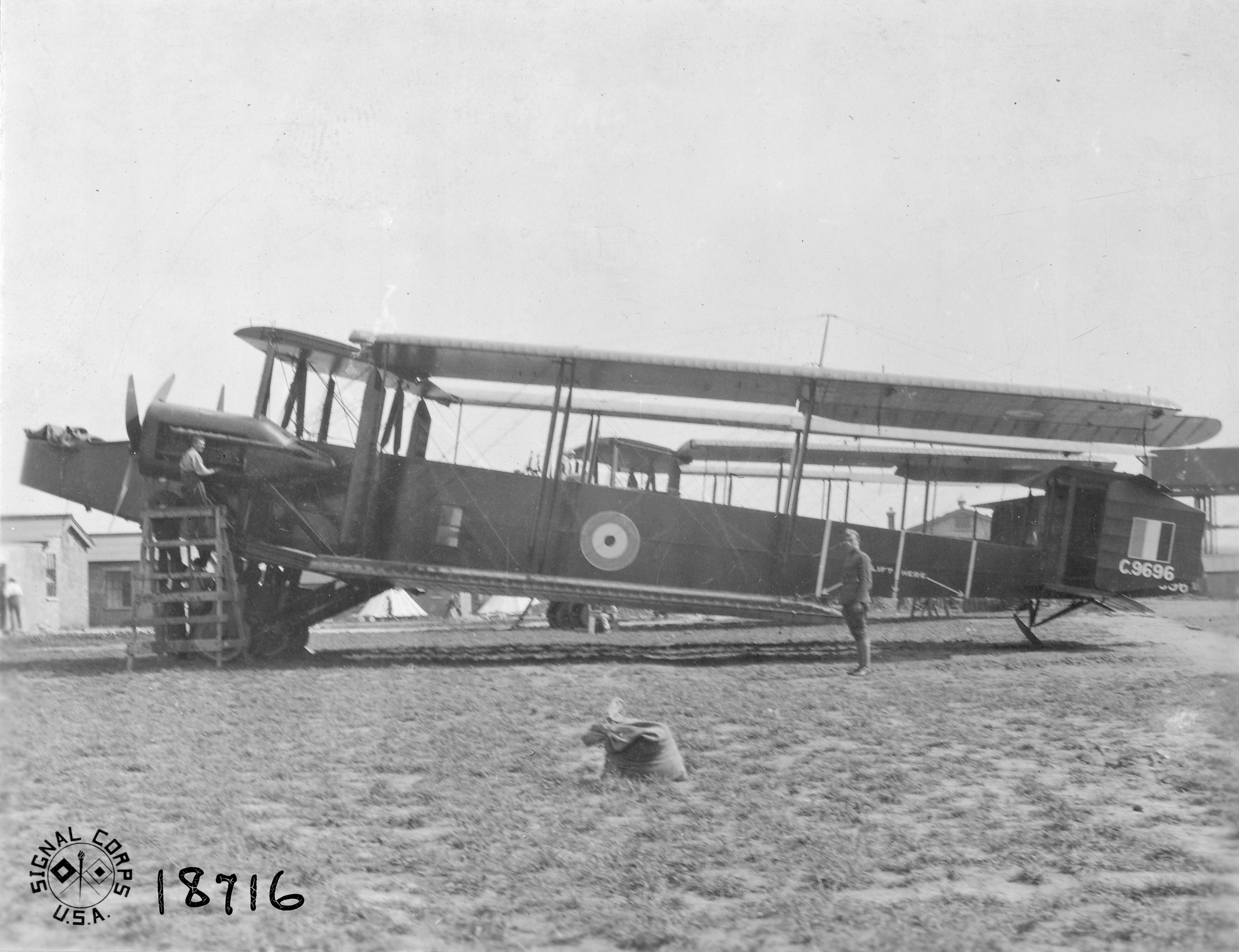
HP O/400 con las alas plegadas.

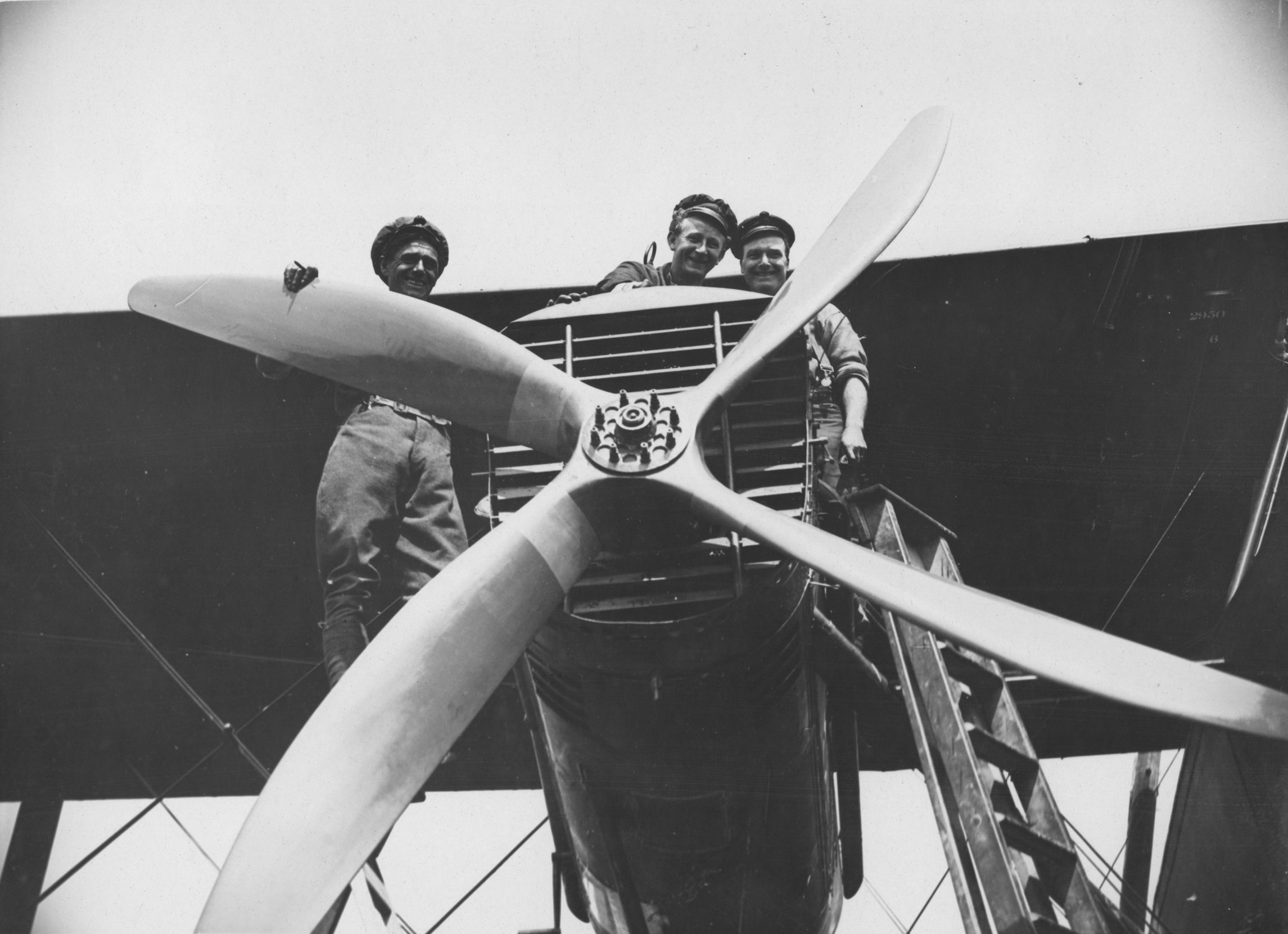
Uno de los motores con hélice de cuatro palas.

Los trabajos de diseño comenzaron después del inicio de la Primera Guerra Mundial, después de unas reuniones entre el capitán Murray Sueter, director del Departamento Aéreo de la Marina Real, y Frederick Handley Page. Sueter solicitó "un avión que helara la sangre" para el bombardeo de larga distancia. La frase era original del comandante Charles Rumney Samson, que recientemente había regresado del frente. Se discutieron inicialmente adaptaciones de patrulla costera de los abortados diseños Handley Page L/200, M/200 y MS/200, pero el consejero técnico de Sueter prefería un gran hidroavión para la patrulla costera y la defensa de los puertos que también fuera capaz de bombardear a la Flota de Alta Mar alemana en su base en Kiel. El prototipo del AD Seaplane Type 1000 ya había sido encargado a J. Samuel White & Co. de Cowes.
Handley Page sugirió un avión terrestre de tamaño similar, y el 28 de diciembre de 1914 se emitió una especificación elaborada a partir de sus sugerencias, por cuatro prototipos. Solicitaba un gran biplano propulsado por dos motores Sunbeam de 110 kW (150 hp), que cupiera en un hangar de 23x23 m y que, por ello, tuviera alas plegables. Iba a llevar seis bombas de 45 kg y debía tener blindaje que protegiera a la tripulación y a los motores. Los dos tripulantes estarían encerrados en una cabina acristalada y el único armamento defensivo planeado era una carabina para el observador/ingeniero. La designación O/100 provenía de la secuencia de Handley Page que usaba letras para cada uno de sus diseños, siendo el 100 la propuesta envergadura del avión (en pies). El diseño fue aprobado el 4 de febrero de 1915, con motores Rolls-Royce Eagle de 190 kW (250 hp), y, el 9 de febrero, el contrato fue modificado para incluir ocho aviones adicionales.
El O/100 era un biplano de tres vanos de envergaduras desiguales, con la parte sobresaliente del ala superior arriostrada mediante pendolones, un fuselaje de sección rectangular y una cola biplano con timones gemelos equilibrados, entre las superficies horizontales. Se instalaron alerones equilibrados sólo en el ala superior y sobresalientes por fuera del borde de fuga y de las puntas alares. Los motores movían hélices de cuatro palas, que giraban de sentidos opuestos para eliminar el par motor, y estaban encerrados en góndolas blindadas montadas entre las alas, sobre soportes tubulares de acero. Las góndolas poseían un largo carenado trapezoidal para reducir la resistencia. Para esquivar los cables de arriostramiento del ala cuando estas se plegaban, las partes traseras de los carenados se plegaban hacia dentro. La estructura del fuselaje y de las superficies de vuelo era principalmente de picea, teniendo los largueros forma de viga en I para reducir peso.

## Desarrollo

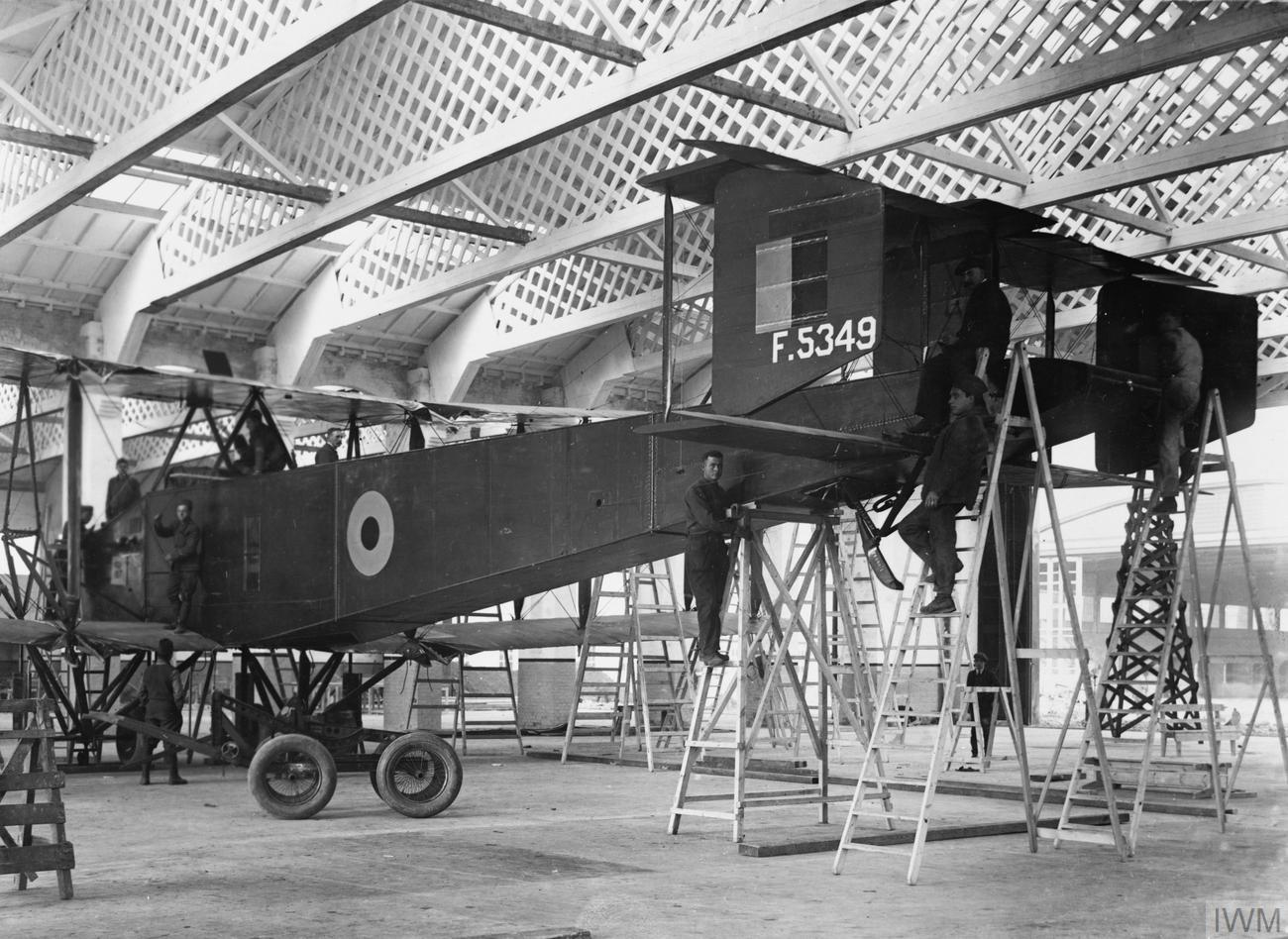
HP O/400 en construcción.

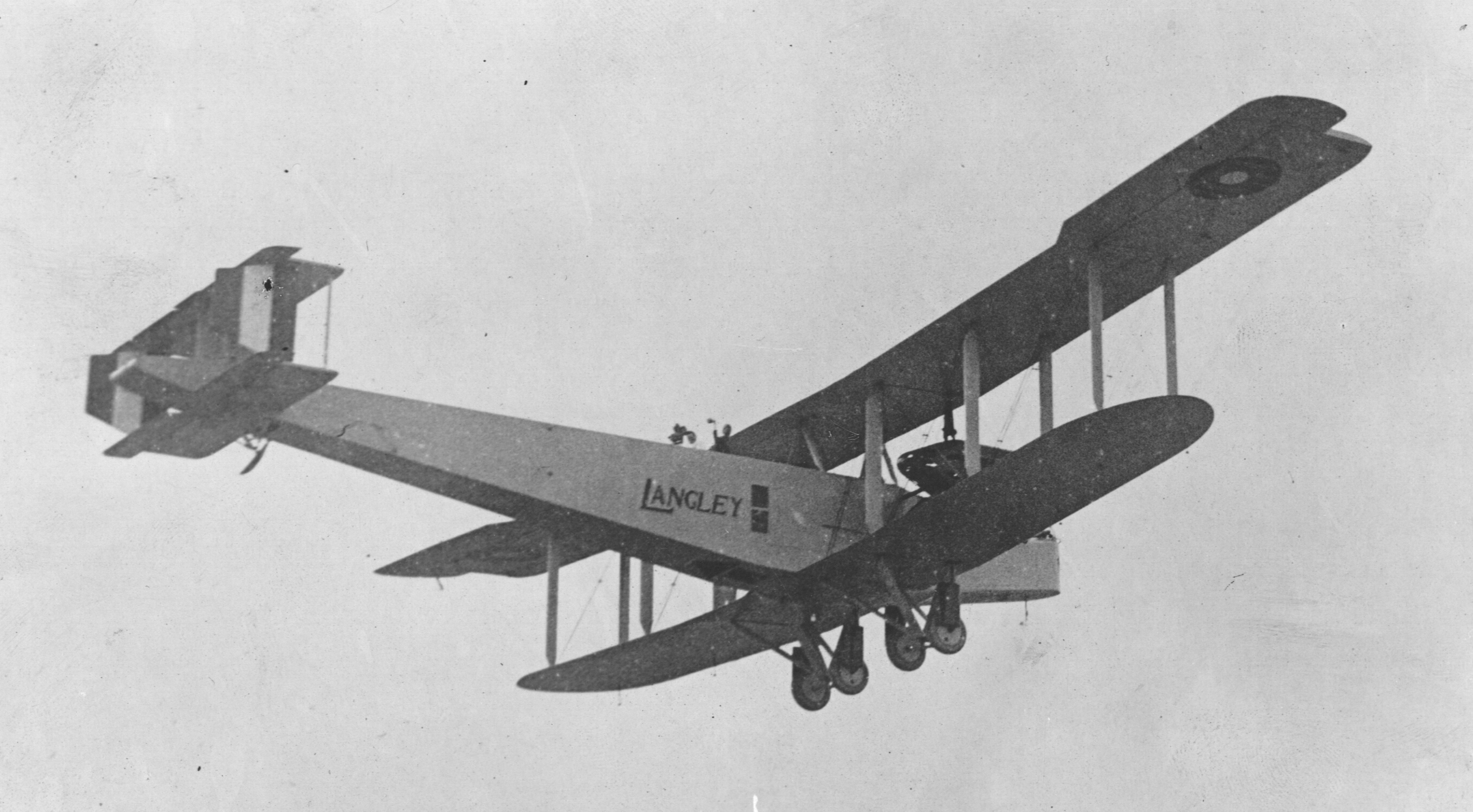
El primer bombardero Handley Page construido en Estados Unidos, el Langley, en vuelo.

Los cuatro prototipos y el primer lote de producción de seis aviones fueron construidos en Cricklewood, siendo entregado el primer avión, por carretera, en Hendon, el 9 de diciembre de 1915. El primer vuelo del prototipo sucedió en Hendon el 17 de diciembre, cuando se realizó un corto vuelo recto, despegando el avión sin problemas a 80 km/h. Se realizó un segundo vuelo el día siguiente, cuando se descubrió que el avión no volaría por encima de los 89 km/h. Se culpó a la resistencia generada por los grandes radiadores de panel de abeja, que fueron cambiados por radiadores tubulares montados a ambos lados de las góndolas motrices. Un tercer vuelo el 31 de diciembre reveló una serie de problemas de control, siendo efectivos los alerones y elevadores, pero pesados, parcialmente debido a la excesiva fricción del circuito de control, y los timones estaban seriamente sobreequilibrados. Después de modificaciones menores, el avión fue volado en RNAS Eastchurch, donde se realizaron pruebas de velocidad máxima. Al alcanzar 110 km/h, la unidad de cola empezaba a vibrar y retorcerse violentamente; el piloto aterrizó inmediatamente y una inspección reveló daños importantes en la estructura del fuselaje trasero. El reforzamiento no arregló el problema, al tiempo que se retiraron la cabina cerrada y la mayor parte del blindaje. El segundo prototipo fue completado en abril de 1916, y poseía una cabina abierta en un morro alargado, con espacio para un artillero. Para ahorrar peso, la mayor parte del blindaje también fue retirado y esta fue la disposición para la producción posterior del aparato.
Tras una serie de vuelos de pruebas en Hendon, el 1456 fue aceptado por el RNAS y fue volado hasta Manston para realizar más pruebas. Estas revelaron que, a pesar de poseer un área equilibrada reducida de los elevadores, todavía existía un problema de oscilación de la cola. Una falta de estabilidad direccional causada por el área lateral delantera aumentada fue parcialmente subsanada añadiendo una aleta fija, pero para encontrar la causa de la oscilación de la cola, el Almirantazgo pidió ayuda a Frederick Lanchester, del National Physical Laboratory. Lanchester se mostró de acuerdo con que la debilidad estructural no era el origen del problema y que la resonancia del fuselaje era la causa probable. Pruebas estáticas realizadas sobre el tercer prototipo, que poseía una rediseñada estructura del fuselaje, reforzada, no mostraron nada. Lanchester voló como observador en un puesto central el 26 de junio. Las oscilaciones de la cola comenzaron a 130 km/h y Lanchester observó que la cola oscilaba 15º a cada lado y que existía un movimiento asimétrico de las mitades derecha e izquierda de los elevadores, que estaban conectados por largos cables de control en lugar de estarlo rígidamente. Recomendó que fueran conectados rígidamente, que los equilibradores del elevador fueran retirados y que se añadiera arriostramiento entre los larguerillos inferiores y el larguero inferior del plano de cola, medidas que resolvieron exitosamente el problema.
El cuarto prototipo fue completado con la misma estructura de fuselaje que el segundo, y poseía provisión para armamento, con un anillo Scarff montado en el morro, un par de montajes de poste a mitad del fuselaje y un montaje artillado en el fuselaje trasero. También fue el primer O/100 en ser equipado con motores Rolls-Royce Eagle de 240 kW (320 hp). Tras completar las pruebas de aceptación, los segundo y tercer prototipos fueron retenidos en Manstone para formar un destacamento de entrenamiento de Handley Page. El primer prototipo fue reconstruido al estándar de producción y el cuarto probó un nuevo diseño de góndola, que estaba desarmada, poseía un depósito de combustible agrandado y un carenado más corto que eliminaba la necesidad de plegar la parte trasera. La nueva góndola fue usada en todos los aviones construidos después del lote inicial de doce aparatos. Desde el 1461, se instaló un depósito de combustible adicional de 590 l en el fuselaje, encima del suelo de bombas. Se construyó un total de 46 O/100 antes de ser reemplazado por el Type O/400.
La diferencia más significativa entre los dos modelos fue el uso de motores Eagle VIII de 270 kW (360 hp). A diferencia de los anteriores, este motor no se construyó en versiones de giro contrario, porque la producción de motores de ambos tipos para la aprobación del modelo había sido dificultosa. Las pruebas de túnel de viento en el NPL determinaron que las hélices contrarrotatorias causaban inestabilidad direccional en el O/100. Sólo era necesaria una versión, simplificando la producción y el mantenimiento, y el p-factor (efecto asimétrico de pala) se salvaba descentrando ligeramente el empenaje. El O/400 poseía un fuselaje reforzado, carga de bombas aumentada, los depósitos de góndola fueron retirados y el combustible era llevado en dos depósitos de fuselaje de 590 l, abasteciendo a un par de depósitos de gravedad de 68 l. Las nuevas góndolas eran más pequeñas y poseían soportes simplificados; la reducción de la resistencia mejoró la velocidad máxima y el techo de vuelo. La góndola revisada fue probada en el 3188, que en 1917 fue volado en Martlesham Heath con una variedad de instalaciones motoras. Se realizó un encargo inicial de 100 ejemplares del diseño revisado, con motores Sunbeam Maori o Eagle, el 14 de agosto, pero fue cancelado poco después. Se transfirieron doce juegos de componentes construidos en Cricklewood a la Royal Aircraft Factory, donde fueron ensamblados como los primeros O/400 de producción. Se suministraron más de 400 ejemplares antes del Armisticio a un precio de 6000 libras cada uno. Otros 107 aparatos fueron construidos bajo licencia en los Estados Unidos por la Standard Aircraft Corporation (de 1500 encargados por el Cuerpo Aéreo). Clayton & Shuttleworth construyó 46 de un encargo de 50 ejemplares en Lincoln.

## Historia operacional

### Flandes

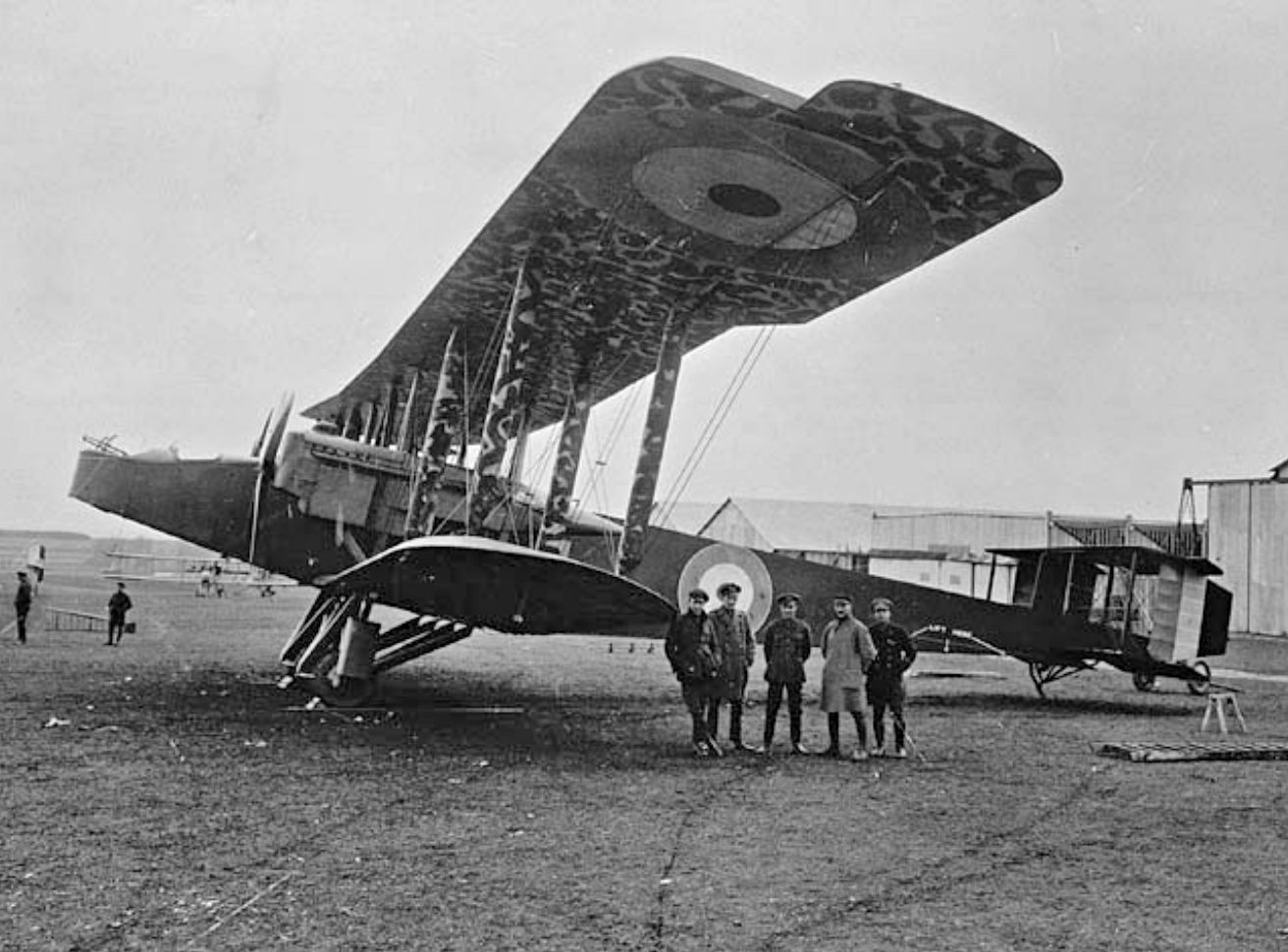
O/100 del RNAS en el aeródromo de Ochey en 1917, con un camuflaje experimental.

Los primeros veinte O/100 desplegados a Francia fueron recibidos por los 7 Squadron y 7A Squadron de la 5th Wing del RNAS en Dunkerque a finales de 1916. Al principio, los O/100 fueron utilizados en ataques diurnos sobre el Mar del Norte, dañando un destructor alemán el 23 de abril de 1917, pero la pérdida de un avión por un ataque de un caza dos días después resultó en un cambio a operaciones nocturnas, normalmente realizadas por un único avión contra puertos, blancos ferroviarios y aeródromos belgas ocupados por los alemanes. En la noche del 16/17 de agosto, 14 O/100 lanzaron 9,1 t de bombas sobre la estación de tren de Thourout. Los O/100 de Coudekerque llevaron a cabo patrullas antisubmarinas en la desembocadura del río Tees en septiembre de 1917. Se avistaron 11 submarinos y siete fueron atacados con bombas, pero ninguno fue hundido, aunque las operaciones de los mismos se redujeron drásticamente en el área.

### Dardanelos
Como parte de la campaña de los Dardanelos, un O/100 voló 3200 km desde Inglaterra hasta Moúdros, en la isla griega de Lemnos, en el Mediterráneo oriental, por el teniente Ross Smith. Realizó ataques nocturnos contra las fuerzas del Imperio otomano, y suministró al pequeño número de aviones que apoyaban a la insurgencia árabe dirigida por Thomas Edward Lawrence.
En la noche del 3/4 de julio de 1917, el Handley Page fue utilizado para atacar a la base aérea de Galata, pero los motores se sobrecalentaron y la tripulación regresó, desprendiendo varias bombas y lanzando las otras en un campo militar cerca de Bulair. El 8/9 de julio, un intento de bombardear Constantinopla tuvo que abandonarse después de 3 horas y media de batallar contra vientos de cara, por lo que se bombardearon blancos de oportunidad durante el camino de vuelta.
La siguiente noche se alcanzó Constantinopla antes de la medianoche y atacaron al crucero de batalla atracado SMS Goeben desde 240 m (800 pies) con ocho bombas de 51 kg, hundiendo el torpedero de la Clase S138 Yadigar-i Millet. La tripulación bombardeó más tarde al SS General, que se creía que era el Cuartel General alemán, y lanzó dos bombas sobre el edificio de la Oficina de Guerra otomana, antes de regresar a Moúdros a las 3:40 de la madrugada.
El 6 de agosto, el avión fue utilizado para bombardear almacenes y barcos en el puerto de Yeshu, en la costa sur de Mármara, y luego fue usado en patrullas antisubmarinas hasta el 2 de septiembre, cuando fue enviado a bombardear Edirne. En ruta, la tripulación lanzó dos bombas sobre un submarino cuando se sumergía, antes de lanzar dos más sobre Kuleli Burgas y más tarde, el resto sobre los edificios de la estación ferroviaria de Yeshu. El 30 de septiembre, volado por John William Alcock, atacó estaciones de tren cerca de Constantinopla y Haidar Pasha, pero tuvo que amerizar en el Golfo de Xeros, después de un fallo de motor. La tripulación permaneció a flote con el avión durante dos horas y disparó bengalas, pero no fue vista por los destructores británicos. Luego nadaron durante una hora para alcanzar la Península de Galípoli, donde fueron capturados. Otro Handley Page voló desde el Reino Unido para reforzar a la Brigada Palestina y sirvió con el 1 Squadron, Cuerpo Aéreo Australiano. En septiembre de 1918, el bombardero fue usado para suministrar al coronel T. E. Lawrence y a los árabes.

### Fuerza Independiente

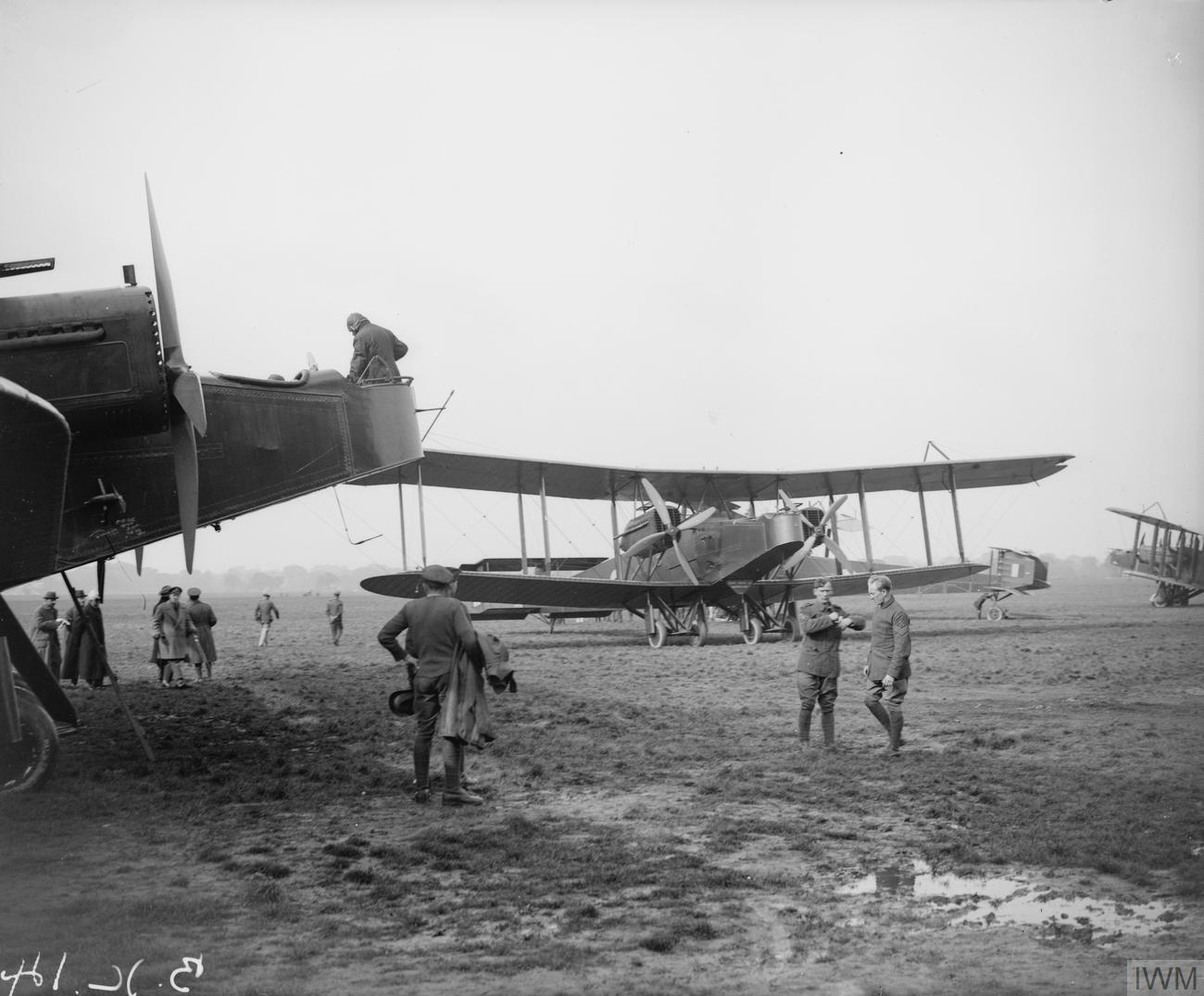
O/400 de la Fuerza Independiente siendo preparados para operar.

En la noche del 16/17 de marzo de 1918, un Handley Page de la Luxeuil Wing bombardeó un cruce de vías en Moulins-lès-Metz y, en abril, un solo avión bombardeó un cruce de vías en Armaville la noche del 5/6, y una acería en Hagendingen y el aeródromo de Chambley la del 14/15.
La Luxeuil Wing fue disuelta en mayo para equipar al 10 Squadron del RNAS para realizar operaciones en el Frente Occidental contra la ofensiva de primavera alemana. En septiembre de 1918, la 41st Wing fue formada en Manston con los Handley Page del  "A" Squadron del RNAS, para bombardeo nocturno, y volada a Ochey en octubre (el "A" Squadron se convirtió más tarde en el 16 Squadron del RNAS, y, desde el 1 de abril de 1918, en el 216 Squadron de la RAF). El 9 de agosto, el 97 Squadron llegó a Francia y, diez días más tarde, el 215 Squadron fue transferido, luego llegó el 115 Squadron el 31 de agosto, y el 100 Squadron fue reequipado con Handley Page en septiembre. Las operaciones comenzaron con el 97 Squadron el 19 de agosto y el 215 Squadron, tres noches más tarde. La estación ferroviaria de Colonia fue bombardeada por dos aviones del 216 Squadron el 21/22 de agosto y se realizaron seis ataques sobre la industria química alemana, siendo particularmente preciso el ataque del 25 de agosto de dos aviones del 215 Squadron sobre los talleres de Mannheim. Cinco aviones del 216 Squadron atacaron el 2/3 de septiembre, causando una bomba daños por valor de 400 000 marcos, atacando por primera vez el 115 Squadron el 16/17 del mismo mes, perdiéndose siete Handley Page por diversas causas, desde problemas mecánicos a fuego antiaéreo.
El mejorado O/400 comenzó a entrar en servicio en abril de 1918, permitiendo gradualmente el reequipamiento de más escuadrones. Los O/400 podían llevar las nuevas bombas de 750 kg, que eran apuntadas con la mira de bombardeo Drift Sight Mk 1A. Cada ataque era realizado por hasta cuarenta O/400. En la noche del 21/22 de octubre, cuatro Handley Page atacaron Kaiserslautern con bombas pesadas y cuatro lanzaron incendiarias. Tres bombarderos pesados y dos bombarderos incendiarios causaron daños por valor de 500 000 marcos y la ciudad fue bombardeada de nuevo el 23/24 del mismo mes, junto con Coblenza, Mannheim y Wiesbaden. Los bombarderos fueron desviados de nuevo al apoyo al ejército durante el mes, y en la noche del 9/10 de octubre, los 97, 215 y 216 Squadrons bombardearon Metz, alcanzando una bomba un depósito de pólvora y sacudiendo la ciudad, siendo el daño estimado por los alemanes en un millón de marcos. Las operaciones se redujeron durante los últimos días de la guerra por el tiempo, pero varios aeródromos fueron atacados, particularmente el de Morhange.

## Historia posterior a 1918

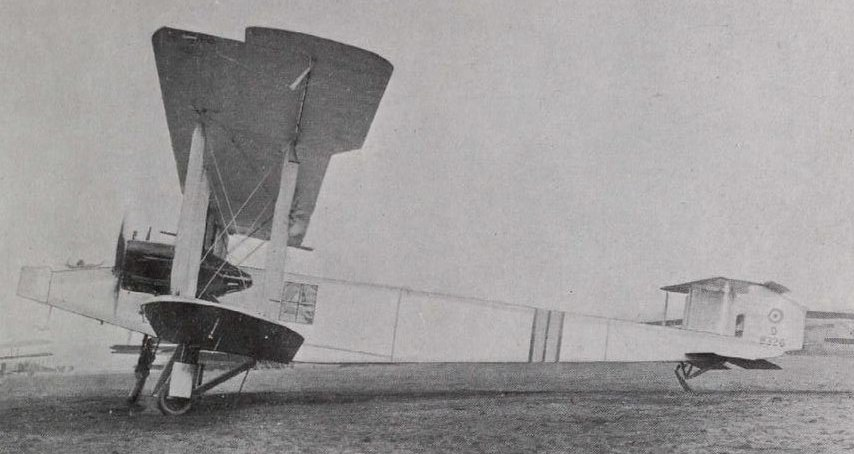
"Silver Star".

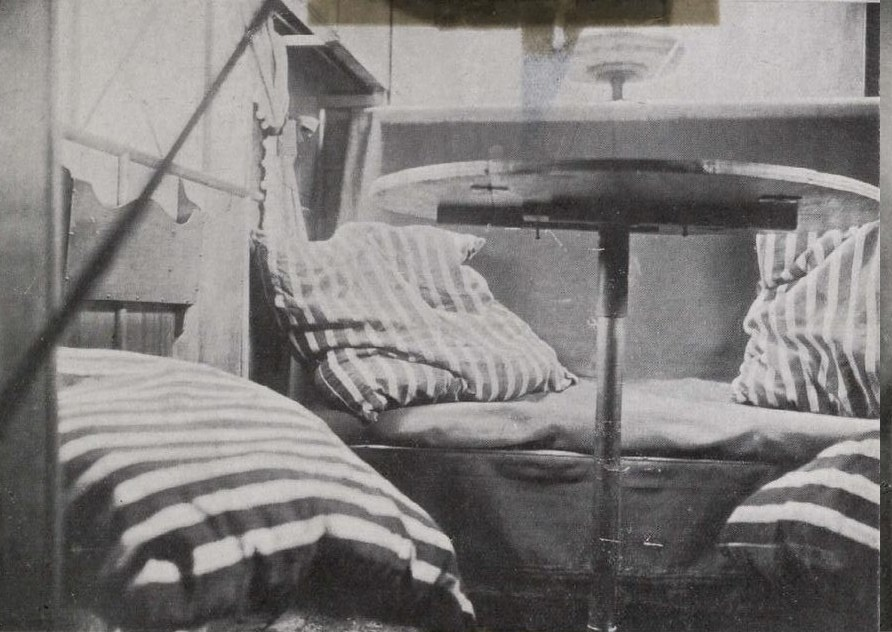
Una de las cabinas del "Silver Star."

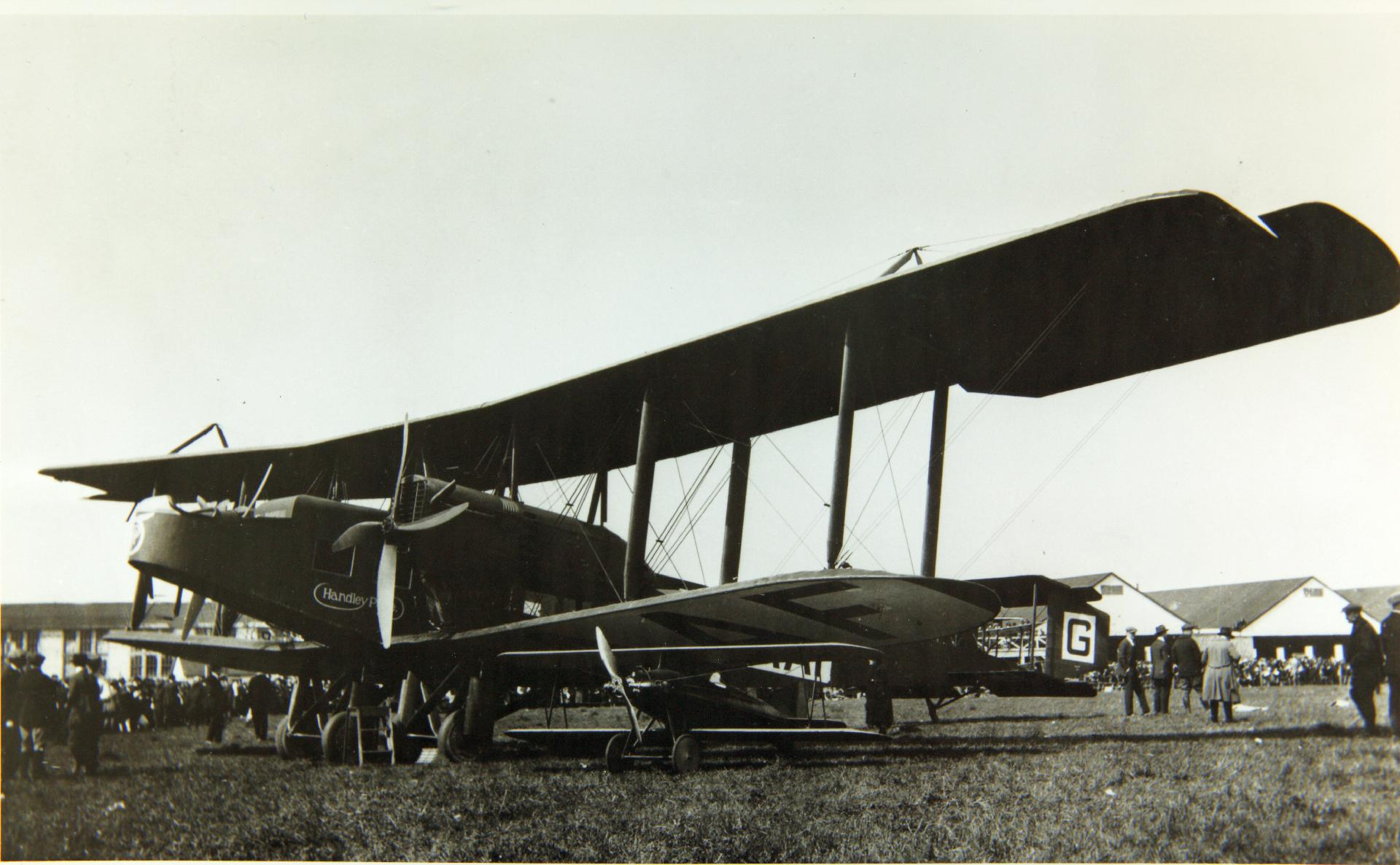
Avión comercial Handley Page O/7.

Después de la guerra, los O/400 permanecieron en servicio de escuadrón hasta que fueron reemplazados por los Vickers Vimy hacia el final de 1919. Los aviones excedentes fueron convertidos al uso civil en el Reino Unido, y nueve ejemplares fueron usados por Handley Page Transport. Ocho O/400 fueron equipados para llevar pasajeros y fueron operados por la 86 (Communication) Wing desde Hendon, para proporcionar transporte entre Londres y París para los responsables que negociaban el Tratado de Versalles. Dos aparatos fueron equipados como transportes vip y acabados en barniz plata, bautizados Great Britain y Silver Star y los otros, con ocho asientos, retuvieron su acabado en verde oscuro.
Seis aviones fueron vendidos a la República de China como transportes O/7, y tras la entrega fueron reensamblados en Nanyuan, cerca de Pekín. Los aviones realizaron su primer servicio con correo y pasajeros entre Pekín y Tianjin el 7 de mayo de 1920. La guerra civil interrumpió estos servicios y fueron apresados por varios señores de la guerra.

## Variantes

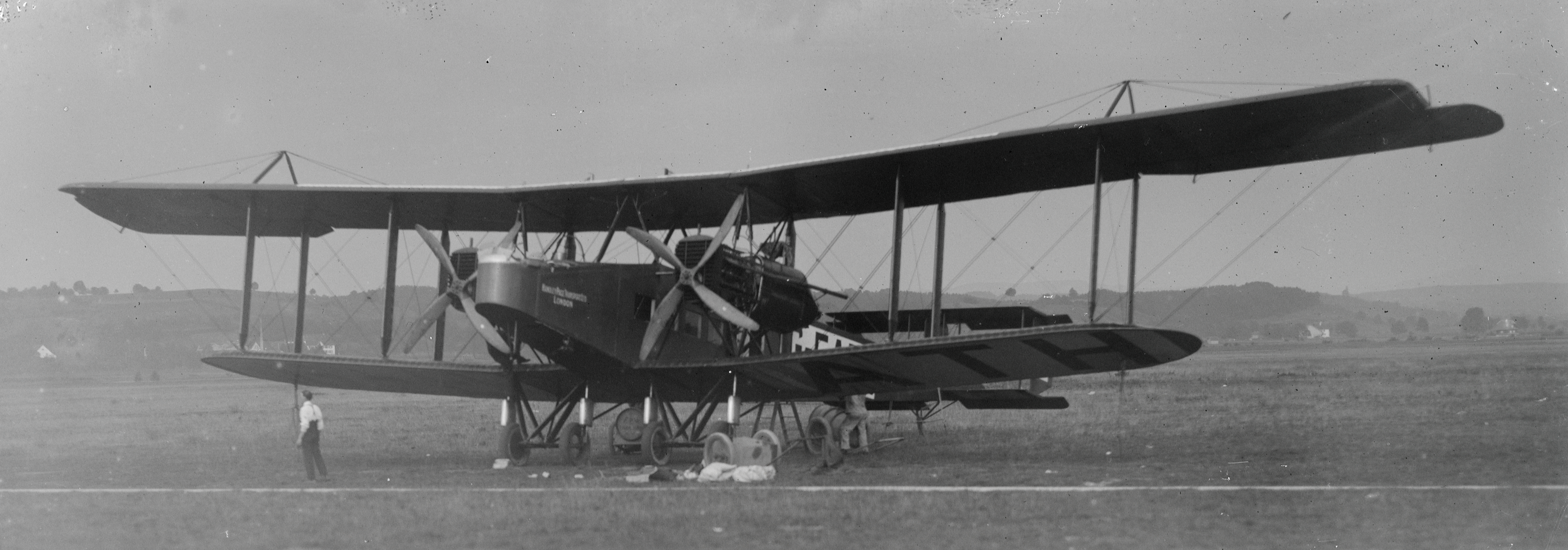
Handley Page O/10 G-EATH.

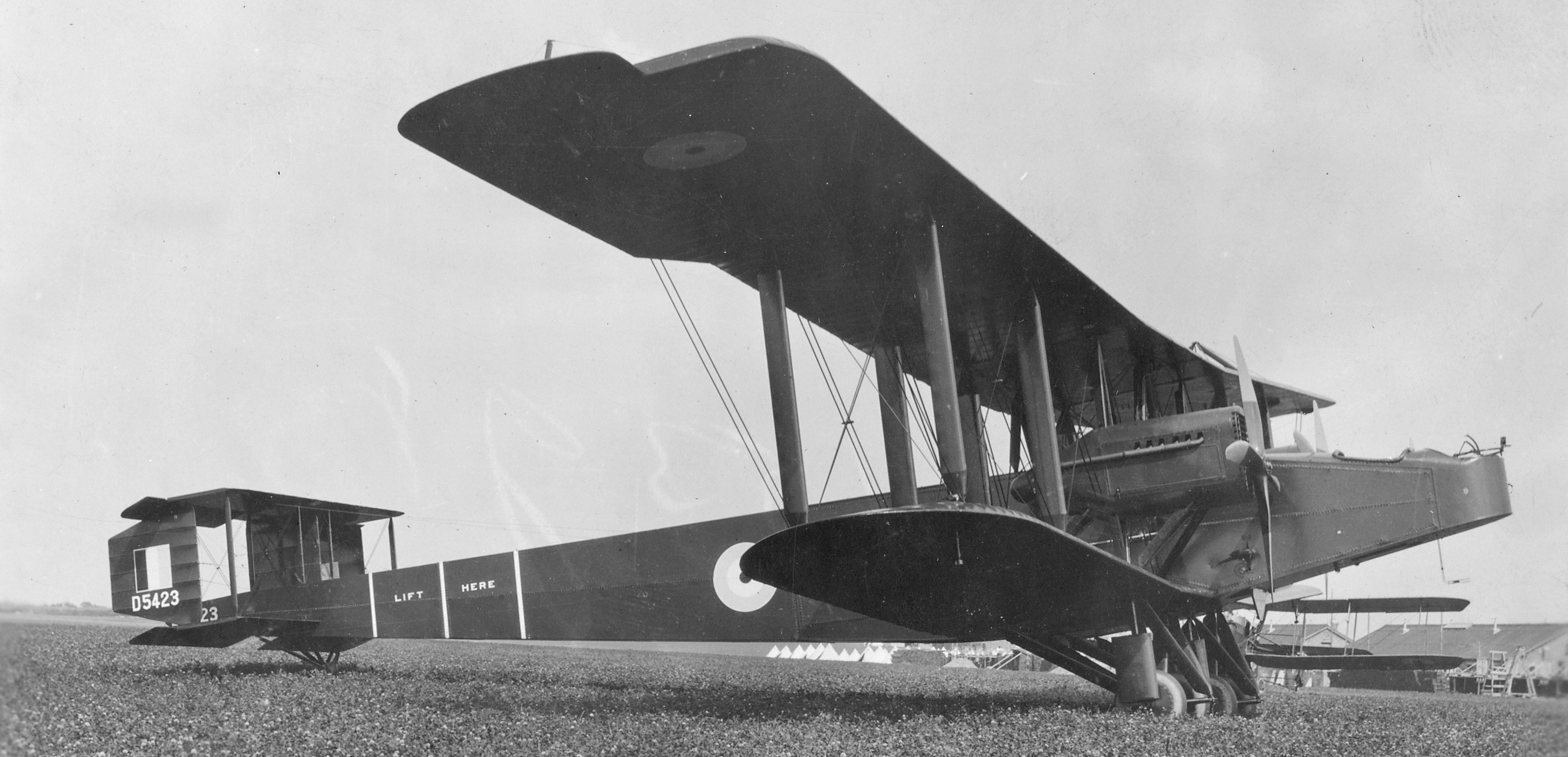
Handley Page O/400 estándar.

Antes de 1924, Handley Page usaba un sistema alfabético para las designaciones de aeronaves y el Type O (Tipo O) siguió a los Type M y Type N. Los Type O suelen ser mal denominados con el numeral "0" en lugar de la letra "O". Las designaciones de compañía "H.P.11" y "H.P.12" fueron aplicadas retrospectivamente, después de que HP cambiara a números de tipo en 1924.
O/100 (HP.11)
Bombardero del RNAS. Dos motores Rolls-Royce Eagle II de 190 kW (260 hp). Cuatro prototipos y 42 aviones de producción construidos.
O/400 (HP.12)
Bombardero mejorado para los RNAS/RAF. Dos motores Rolls-Royce Eagle VIII de 270 kW (360 hp). 554 construidos.
O/7
Transporte de exportación para 14 pasajeros, para China. Depósitos de combustible trasladados desde el fuselaje a góndolas alargadas. 12 convertidos.
O/10
Transporte para 12 pasajeros. 10 convertidos.
O/11
Variante mixta del O/7 de pasajeros/carga, con dos pasajeros delante y tres en la cola, con la carga en medio. Tres conversiones.

## Operadores

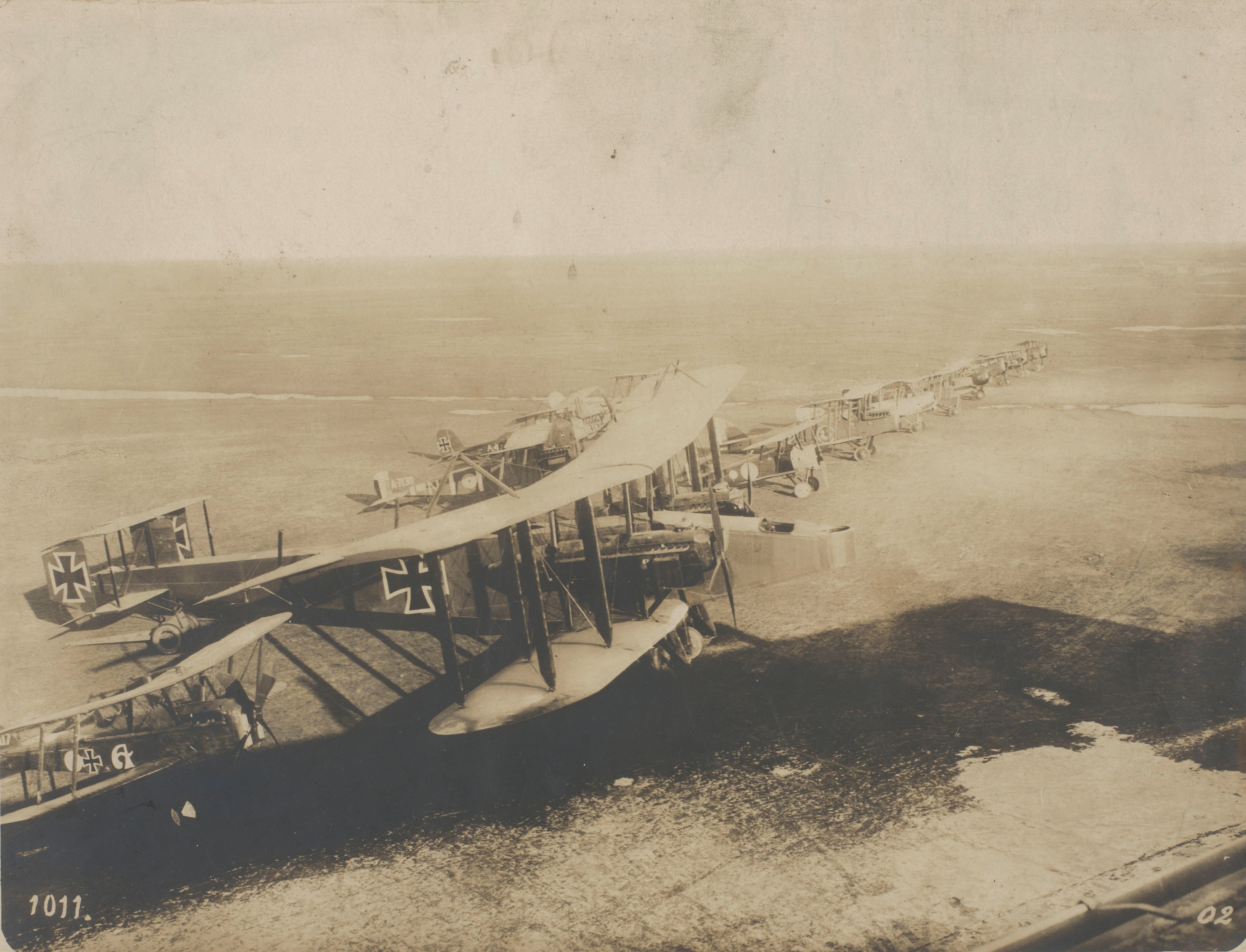
O/100 capturado con los colores alemanes.

### Civiles

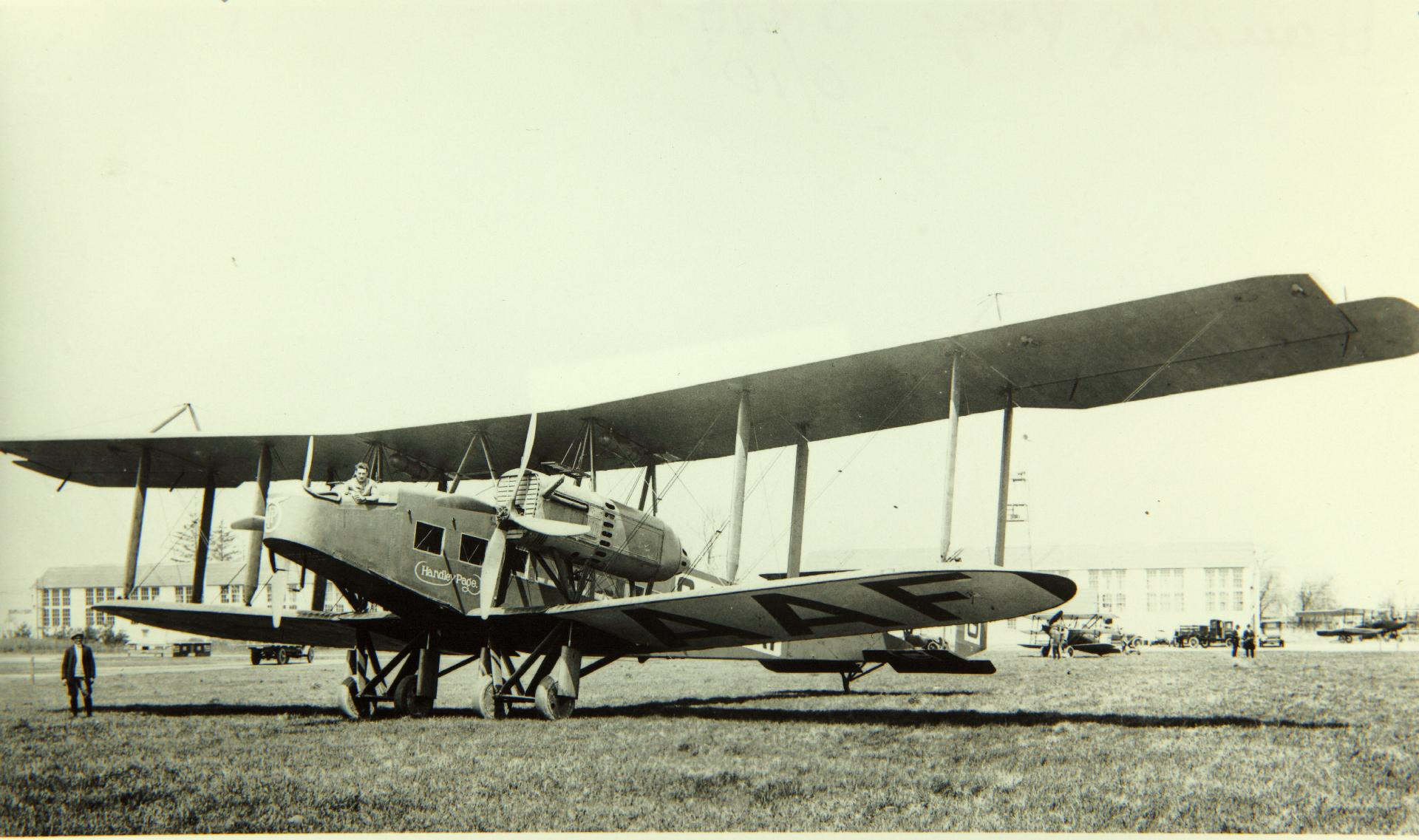
Avión comercial Handley Page Type O/7, destinado a China.

República de China
Gobierno de China
 India
Indo Burmese Transport
 Polonia
Gobierno Polaco: compró un avión en 1920.
 Reino Unido
Handley Page Transport

### Militares
Australia
- Cuerpo Aéreo Australiano

 República de China
 Reino Unido
- Real Fuerza Aérea
- Real Servicio Aéreo Naval

 Estados Unidos
- Servicio Aéreo del Ejército de los Estados Unidos

### Aviones capturados
Uno de los primeros O/100, que había volado desde el Aeródromo de Manston, sufrió problemas de motor y aterrizó detrás de las líneas alemanas el 1 de enero de 1917. Los cinco tripulantes se convirtieron en prisioneros de guerra y el avión fue volado con los colores alemanes hasta que resultó destruido.

## Accidentes e incidentes
- El 19 de agosto de 1918, el Type O/400 D4593 de la RAF se estrelló en Maxstoke durante un vuelo de pruebas desde el Aeródromo de Castle Bromwich, muriendo los siete ocupantes. La tela de un ala se desprendió, causando una pérdida de control.
- El 19 de mayo de 1919, un Type O/400 que trasladaba a T. E. Lawrence ('Lawrence de Arabia') a Egipto se estrelló en el aeropuerto de Roma-Centocelle. El piloto y el copiloto murieron, mientras que Lawrence sobrevivió al incidente con un omóplato roto y dos costillas rotas.[35]
- El 14 de diciembre de 1920, un Handley Page Transport O/400 (G-EAMA), operando desde el aeródromo de la compañía en Cricklewood, se estrelló al despegar cuando golpeó un árbol en Golders Green, muriendo los dos tripulantes y dos de los seis pasajeros.
- El 31 de marzo de 1922, las 14 personas a bordo de un Type O/7 operado por Beijing-Han Airlines murieron cuando el avión golpeó la parte superior de unos árboles, mientras realizaba su aproximación al aeropuerto de Pekín-Nanyuan, en Pekín.

## Supervivientes
No existe ningún ejemplar completo de Type O; sin embargo, el Museo de la Real Fuerza Aérea Británica de Cosford posee varios restos, incluyendo piezas de tela de un O/100 y varios pequeños componentes de O/400, y cinco secciones de ala de O/400 que habían sido usadas como parte de un tejado en Flintshire hasta su recuperación a finales de 2013.

## Especificaciones (O/400)
Referencia datos: The British Bomber since 1914 y The War in the Air Appendices 

### Características generales
- Tripulación: Cuatro-cinco
- Longitud: 19,2 m (62,8 ft)
- Envergadura: 30 m (98,4 ft)
- Altura: 6,7 m (22 ft)
- Superficie alar: 153,1 m² (1648 ft²)
- Peso vacío: 3856 kg (8498,6 lb)
- Peso cargado: 6360 kg (14 017,4 lb)
- Planta motriz: 2× motor lineal V12 refrigerado por agua Rolls-Royce Eagle VIII.
  - Potencia: 270 kW (372 HP; 367 CV) cada uno.
- Hélices: 1× de cuatro palas de madera de paso fijo por motor.

### Rendimiento
- Velocidad máxima operativa (Vno): 157 km/h (97 MPH; 85 kt)
- Alcance: 1100 km (594 nmi; 684 mi) (8 h)
- Techo de vuelo: 2600 m (8530 ft)
- Régimen de ascenso: 0,6 m/s (120 ft/min)
- Tiempo a altitud: 23 min para 1524 m (5000 pies)

### Armamento
- Ametralladoras: 

  - 5x Lewis de 7,7 mm flexibles (2 en el morro en anillo Scarff, 2 en puesto dorsal y 1 en escotilla ventral)
- Bombas: Hasta 910 kg

## Aeronaves relacionadas

### Desarrollos relacionados
- Handley Page W.8
- Handley Page V/1500

### Aeronaves similares
- Gotha G.IV
- Caproni Ca.32
- Vickers Vimy
- Sikorsky Ilya Muromets

### Secuencias de designación
- Secuencia Alfabética (interna de Handley Page): ← Type L - Type M - Type N - Type O - Type P - Type R - Type S →
- Secuencia HP._ (interna de Handley Page): ← HP.8 - HP.9 - HP.10 - HP.11 - HP.12 - HP.13 - HP.14 - HP.15 →